# 椙杜房康
椙杜 房康（すぎのもり ふさやす）は、戦国時代の武将。大内氏、後に毛利氏家臣。実父は桑原某で、椙杜弘康の養子となった。子に椙杜隆康、桑原元勝、椙杜元種、内藤次郎右衛門尉などがいる。

## 生涯
周防国の屋代島を本拠とする桑原氏の次男として生まれ、周防国玖珂郡椙杜郷を本貫とする国人である椙杜弘康の養子となる。周防国の大名・大内氏の重臣で周防守護代である陶興房から「房」の偏諱を与えられたと考えられている。
天文20年（1551年）の大寧寺の変において大内義隆が陶隆房（後の陶晴賢）らによって討たれ、大友氏から迎えられた大内義長が大内氏当主となると、それに従った。
天文24年（1555年）10月1日の厳島の戦いで毛利軍が勝利し陶晴賢が討死すると、毛利元就は続けて周防国へと侵攻して防長経略を開始。元就は周防侵攻の手始めとして、同年10月8日に使僧を房康の子の椙杜隆康・元種兄弟のもとに派遣し、厳島の戦いにおいて陶晴賢や弘中隆兼らをはじめとする陶軍を殲滅したと戦果を伝えて毛利氏への帰属を勧告した。椙杜隆康は元就の勧告を受けて、山口へ出陣の際に先鋒を務めることを約すると共に人質を出して毛利氏に服属し、岩国に在陣する毛利元就・隆元父子と面会した。
同じ頃、房康・隆康父子と近隣の国人である小方元康も交えて毛利元就・隆元父子と書状のやり取りを行っており、大内氏と毛利氏との和談についての風聞の事や、椙杜氏の本領や小方氏の所領について話をしている。
同年閏10月18日には、椙杜氏が無二の覚悟で毛利氏に味方した功について、今後元就と隆元自身のみならず、毛利家としても忘却することはない旨の起請文が房康、長男・隆康、次男・桑原元勝の3人に宛てて送られている。
没年は不詳。